# سيف الدين (غوغر)
سیف الدین (بالفارسية: سیف‌الدین) هي قرية تقع في إيران في قسم غوغر الريفي. يقدر عدد سكانها بـ 31 نسمة .